# Marcus Taylor
Marcus Taylor, né en 1981, est un joueur américain de basket-ball, évoluant au poste d'arrière  (1,90 m).

## Biographie
Il est drafté en 2002 par les Timberwolves du Minnesota.

## Carrière

### Universitaire
- 2000-2002 :  Université de Michigan State (NCAA)

### Clubs
- 2002-2003 :  Sioux Falls Skyforce (CBA)
- 2004-2004 :  ASVEL Villeurbanne  (Pro A)
- 2004-2005 :  Ment (ESAKE)
- 2005-2006 :  Albuquerque Thunderbirds (NBDL)

puis  Tulsa 66ers (NBDL)
- 2006-???? :  TBB Trier (Basketball-Bundesliga)

## Palmarès
- Champion du monde des moins de 21 ans avec les États-Unis en 2001.